# Хімічний завод "NITRO-CHEM"
```
.
```

Хімічний завод «NITRO-CHEM» (пол. Zakłady Chemiczne „Nitro-Chem” SA)  — підприємство хімічної та оборонної промисловості в місті Бидгощ. Належить до Польської зброярської групи.

## Історія
Підприємство розташоване на місці колишнього заводу DAG Fabrik Bromberg (1939–1945), побудованого владою Третього рейху, призначеного для виробництва вибухових речовин і розробки боєприпасів для потреб вермахту. У 1945 році на вимогу Трофейної комісії Червоної Армії радянські воїни вивезли все технічне обладнання до СРСР. Залишилися лише порожні виробничі та соціальні будівлі, технологічні лінії (нітроцелюлози, нітрогліцерину, пороху, тротилу та нітросполук) та сотні кілометрів внутрішніх доріг, залізничних роз'їздів та підземних та повітряних мереж. Влітку 1945 року, після відходу Червоної Армії, на території заводу розмістилися частини Корпусу внутрішньої безпеки, а завод перейшов до Центрального управління промисловості озброєнь у Варшаві.
На деяких постзаводських об'єктах, розташованих на схід від вугільної магістралі, було створено Державний пороховий завод у Леньгново, перейменований у 1951 році на Хімічний завод № 9, який у 1959 році був перетворений на Хімічний завод "Zachem" у Бидгощі. Вони використовували частину інфраструктури, яка існувала після DAG Fabrik Bromberg (1939–1945), і окрім цивільного виробництва, вони також здійснювали надсекретне виробництво вибухівки для збройних сил країн Варшавського договору. З 1948 року виробляли тротилу, а з 1950 року також гексоген. У 1952 році на лінії виробництва тротилу стався величезний вибух, в результаті якого загинули 15 робітників, 84 отримали поранення, а наслідки вибуху (розбите скло у вікнах) відчувалися в радіусі 10 км. У 1968 році стався ще один спалах, менший і менш трагічні за наслідками. У наступні роки підприємство розширювалося, диверсифікувалося виробництво та замінено обладнання технологічних ліній на сучасні, безпечні та надійні установки. У 1990 році доходи Zachem від виробництва вибухових речовин становили приблизно 5 % від продажів всього заводу.
1 січня 1992 року завод був розділений на два самостійні підприємства: «Нітро-Хім» у східній частині, що виробляло вибухівку, і «Zachem» у західній, що займалося цивільним виробництвом. 24 жовтня 1994 року завод було перетворено на підприємство Державного казначейства. У 90-х роках ХХ ст., серед ін. хлорнітробензол, хлордінітробензол, тротил, пентрит, нітробензен. Крім вибухових речовин випускалися напівфабрикати для виробництва барвників та фармацевтичної промисловості. Серед інших отримані побічні продукти: сірчана кислота, азотна кислота, нафталін, флегматизований пентрит, пентаеритрит. За цей період виробничі потужності заводу перевищували потреби економіки країни. Завантаження потужностей у 1992 році становило близько 20 %. Завод був національним монополістом у виробництві тротилу, пентриту, хлорнітробензолу та похідних нітробензолу, розробці окремих типів ракет для збройних сил. Технологічні, енергетичні, водопровідні та каналізаційні мережі, а також транспортна база були спільними із «Zachem».
У 2003 році було впроваджено системи управління якістю за стандартами ISO 9001 та AQAP 2110, а в 2006 році компанія приєдналася до групи Bumar capital (з 2013 Polski Holding Defense), що об'єднує провідні компанії, що представляють польську оборонну промисловість. У 2008 році була модернізована технологічна лінія з виробництва високоенергетичних вибухових речовин (RDX, HMX), а в 2011 році, за рахунок коштів Європейського Союзу, за власною технологією була запущена установка з виробництва поліетиленових плівок.
Після вступу Польщі до НАТО компанія зосередилася на експорті продукції за кордон, переважно до країн Організації, а згодом також до Азії. Побудові міжнародного бренду заводу сприяла офсетна угода з Lockheed Martin у 2013 році, пов'язана з контрактом на літаки F-16. Після закінчення терміну офсетних зобов'язань було продовжено контракти із заводом, який отримав сертифікати постачальників для армії США. Продукція «NITRO-CHEM» цінується за високу якість, що дозволяє безперебійно заряджати боєприпаси. У 2015 році було завершено будівництво ліцензованої лінії з виробництва тротилу у В'єтнамі. «NITRO-CHEM» також інвестує в дослідження та розробки, завдяки чому була побудована нова технологічна лінія нового покоління малочутливих вибухових речовин. Серед проекологічних інвестицій найважливішим було закриття циклу технологічної води та початок будівництва власної очисної споруди. У 2015 році компанія отримала 30 мільйонів злотих на організацію водопостачання та водовідведення та на модернізацію технологічних ліній з виробництва тротилу, гексогену та октогену. Інвестиції профінансували з Фонду реструктуризації підприємців, у рамках якого Міністерство казначейства надало компанії підтримку, крім державної допомоги.
У 2015 році оборот компанії перевищив 150 млн злотих, а 85 % доходів було отримано від експорту. Фабрика в Бидгощі є найбільшим виробником тротилу в країнах-членах НАТО (10 000 тонн на рік) і провідним експортером у польській оборонній промисловості. У 2018 році оборот компанії становив 200 мільйонів злотих, а в 2019 році компанія у співпраці з RWM Italia з групи Rheinmetall Defense розпочала виробництво 250-кілограмових авіабом Mk 82, призначених для носіння F-16 літаків.

## Виробнича інфраструктура
- Установка для виробництва тротилу та динітротолуолу;
- Установка для виробництва гексогену та октогену;
- Лінія для виробництва подрібненого тротилу та тритоналу;
- Лінійне опрацювання равликовим методом боєприпасів калібру від 60 до 160 мм;
- Лінія по виробництву пресового методу підсилювачів і зарядів;
- Установка для виробництва поліетиленової фольги.

## Продукція
- Вибухові речовини — тротил, гексоген (RDX), октоген (HMX), композиції на основі вищезгаданих матеріалів і тритональ і динітротолуол;
- Цивільні вибухові речовини — стиснені тротилові прискорювачі, тротилові заряди, пресовані тротилові ракети-носія на основі вибухових речовин;
- Боєприпаси та послуги з розробки — ракети та боєголовки, саперні боєприпаси, протитанкові міни, авіабомби, хімічні гранати (димові, розривні), послуги з розробки;
- Хімічні продукти — динітротолуол;

Поліетиленові плівки — поліпропілен і поліестер.